# آموس فرايز
آموس فرايز (بالإنجليزية: Amos Fries)‏ هو كاتب أمريكي، ولد في 17 مارس 1873 في فيروكوا في الولايات المتحدة، وتوفي في 30 ديسمبر 1963 في واشنطن العاصمة في الولايات المتحدة.